# Bundestag (Berlins tunnelbana)
Tunnelbanestationen Bundestag  (U-Bahnhof Bundestag) är en centralt belägen station i Tiergarten på linje U5 som trafikerar regeringskvarteren i Berlin. Bundestag ligger i anslutning till Förbundsdagen och Riksdagshuset samt Tiergarten. Stationen som invigdes 2009 ligger mellan Hauptbahnhof samt Brandenburger Tor.

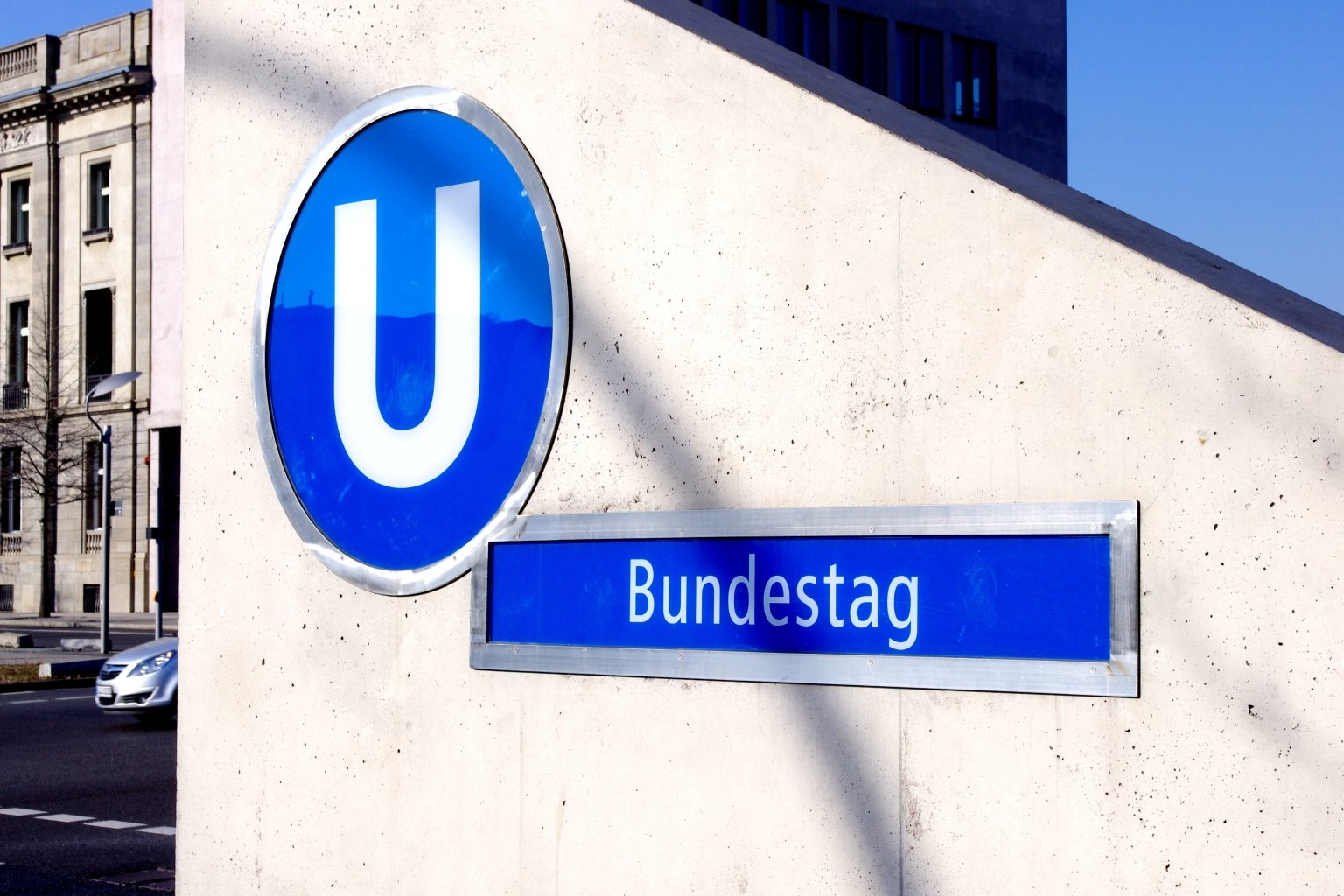
Entréskylt
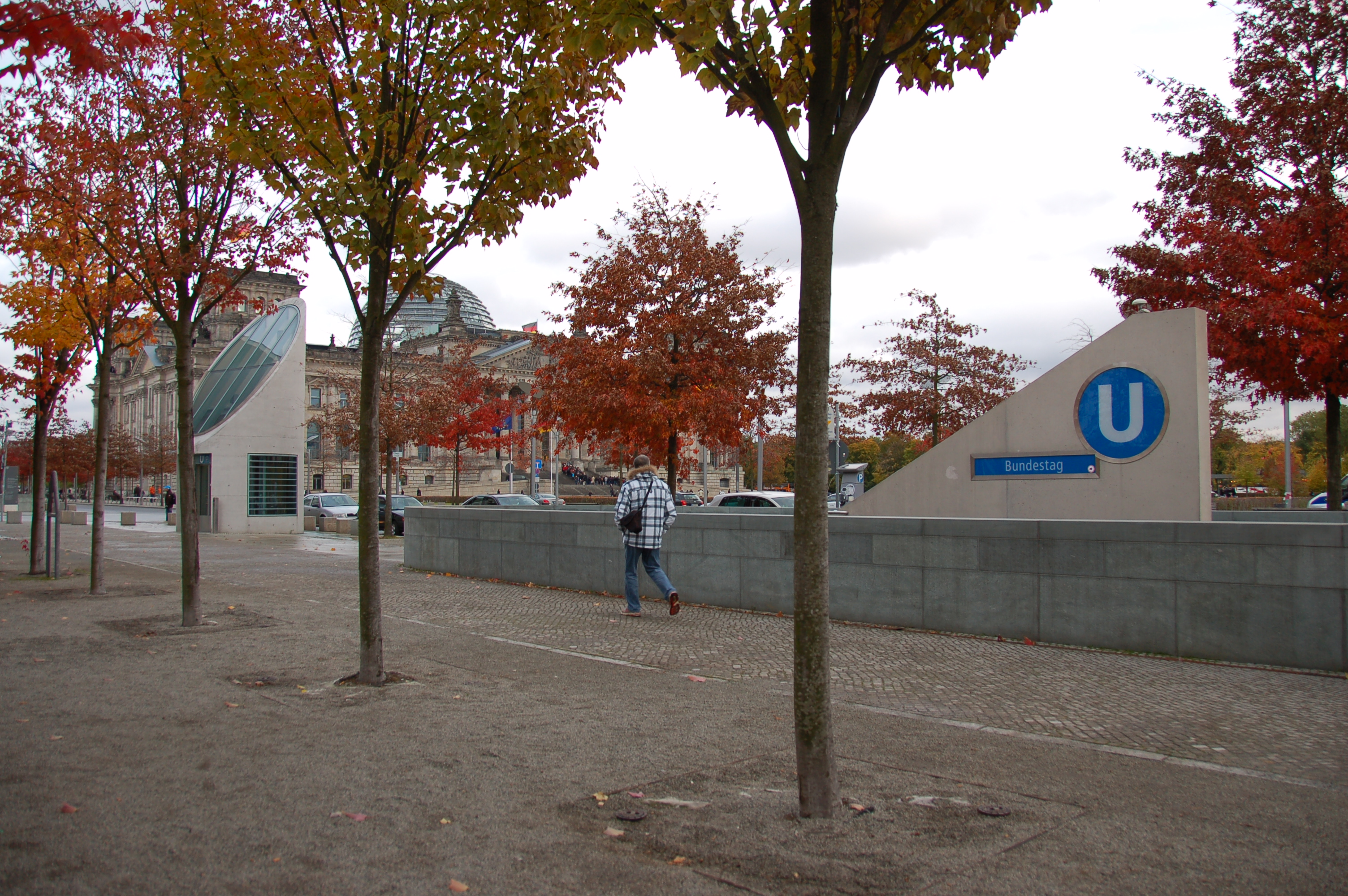
Ingång vid Paul-Löbe-Allee med Reichstag i bakgrunden.
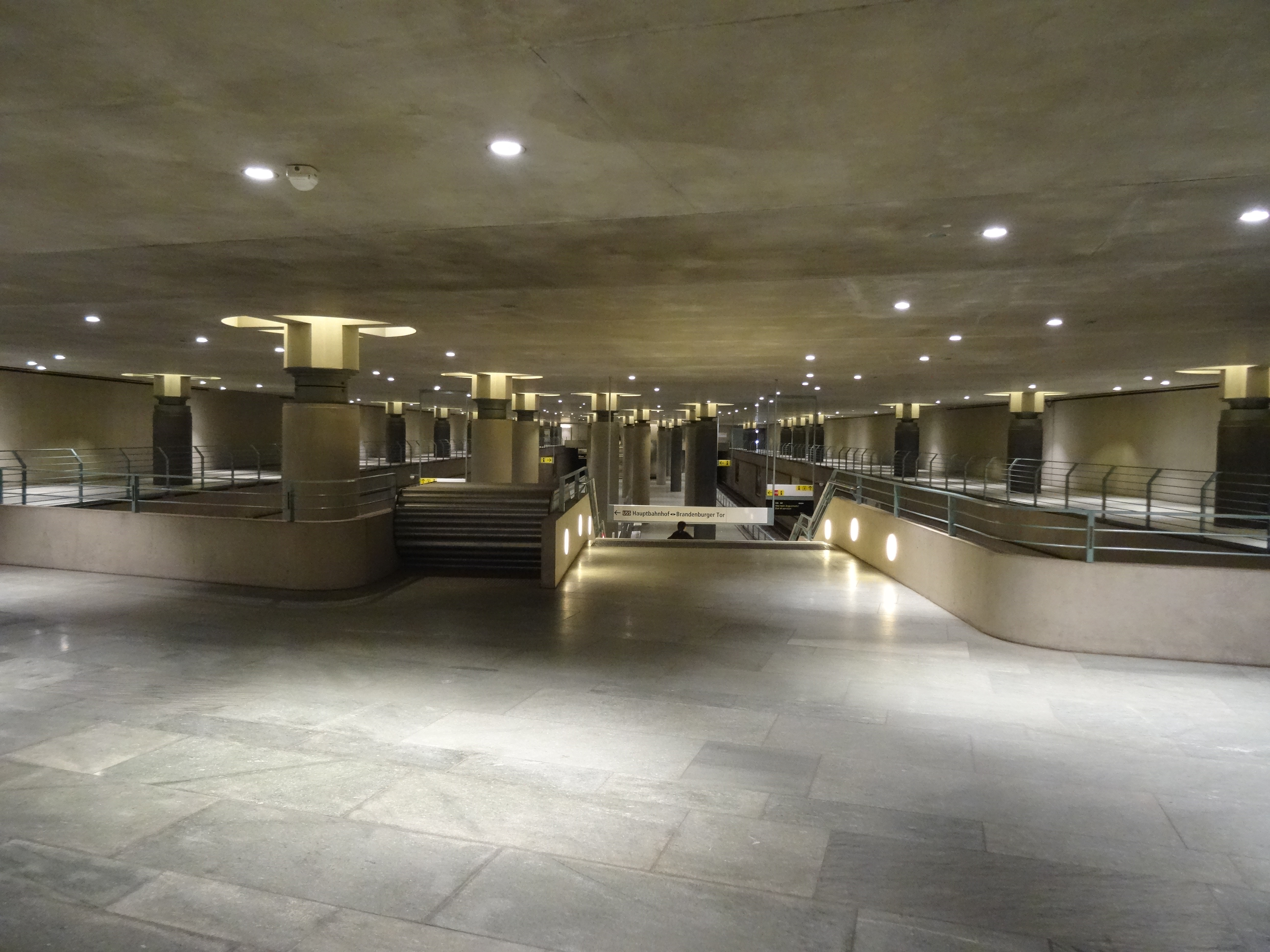
Entréhall
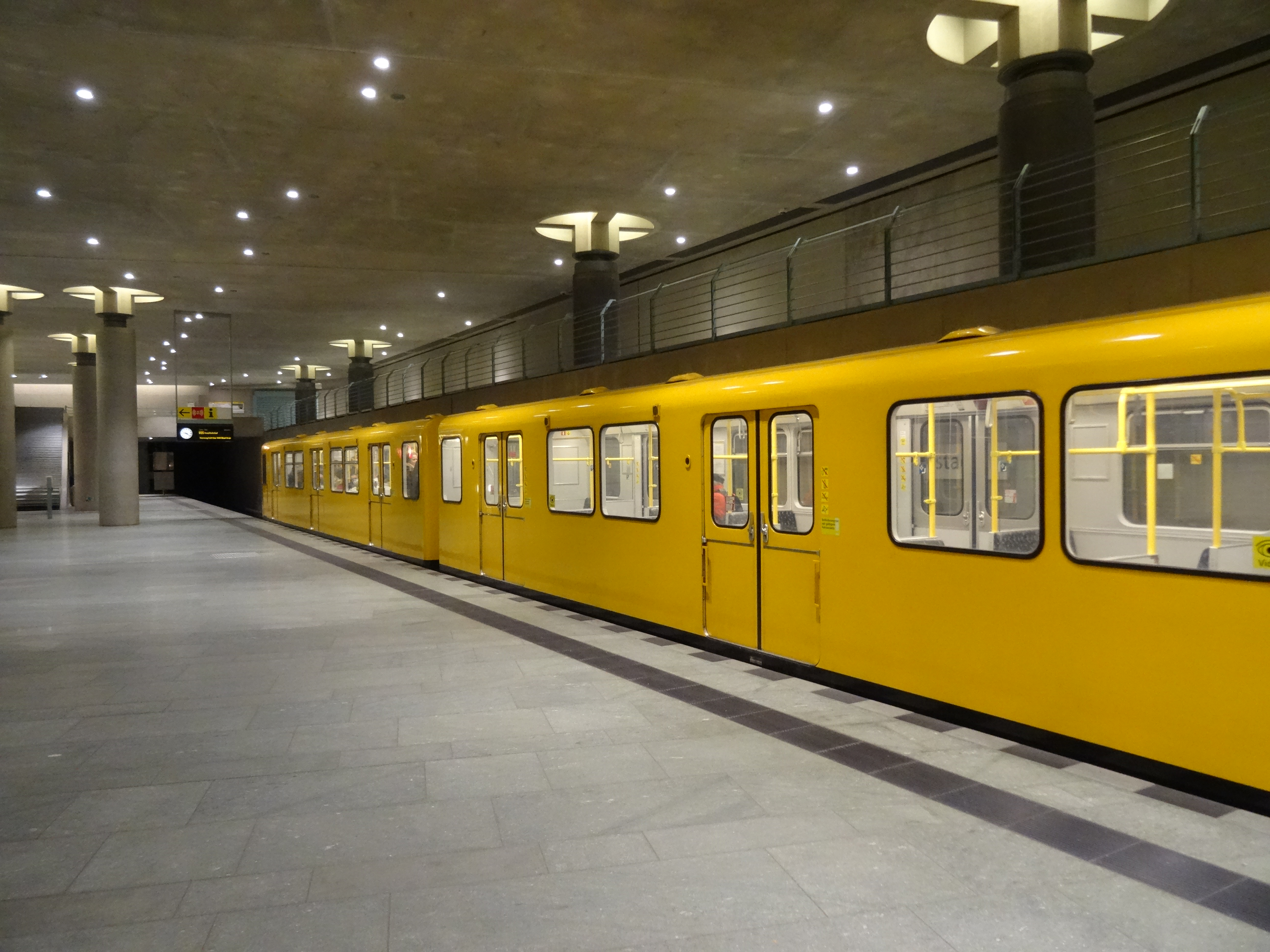
Plattform